# Powellinia marsdeni
Powellinia marsdeni är en fjärilsart som beskrevs av George Thomas Bethune-Baker 1894. Powellinia marsdeni ingår i släktet Powellinia och familjen nattflyn. Inga underarter finns listade i Catalogue of Life.